# Viborgvej (Aarhus)
 For alternative betydninger, se Viborgvej. (Se også artikler, som begynder med Viborgvej)
Viborgvej i Aarhus Kommune er én af i alt otte radiale hovedveje, der fører ind til Aarhus. Vejen er en del af Primærrute 26, bortset fra den ca. 2,8 km lange vejstrækning inden for Ring 2, der er uden rutenummer.

## Forløb
Viborgvej begynder på Vesterbro i Aarhus ved krydset med Silkeborgvej, der i folkemunde også kaldes Cereskrydset. Herfra fortsætter den mod nordvest som to sporet gade, nogle steder med busbane. Den krydser Vestre Ringgade (Ring 1), Åby Ringvej/Hasle Ringvej (Ring 2). Efter passage af Ring 2 indgår Viborgvej som Primærrute 26 i det rutenummererede vejnet. Den fortsætter som to sporet hovedvej hele vejen til kommunegrænsen mod Favrskov Kommune. Fra Tilst, henover Østjyske Motorvej E45 til øst for Mundelstrup har Viborgvej siden 1994 været forlagt som to sporet motortrafikvej. 

## Fremtid
I en bred trafikaftale i 2021 besluttede regeringen og oppositionen at sætte 1,3 mia. af til en fire sporet motortrafikvej i stedet for en motorvej mellem Østjyske Motorvej E45 og Svenstrup. Derudover skulle Vejdirektoratet opdatere den nuværende VVM-redegørelse som var fra 2011-2012 af en motorvej (Viborgmotorvejen) mellem Østjyske Motorvej E45 og Hammel og motortrafikvej videre til Søbyvad, til en motortrafikvej mellem Østjyske Motorvej E45 og Svenstrup.
I Aarhus mellem Ring 2 og Østjyske Motorvej E45 er Primærrute 26 en 2 sporet kommunevej, men en udvidelse til 4 spor har været undervejs gennem flere år. Det forventes at denne del af Primærrute 26 er fuldt udbygget til 4 spor i 2023.